# Festigal

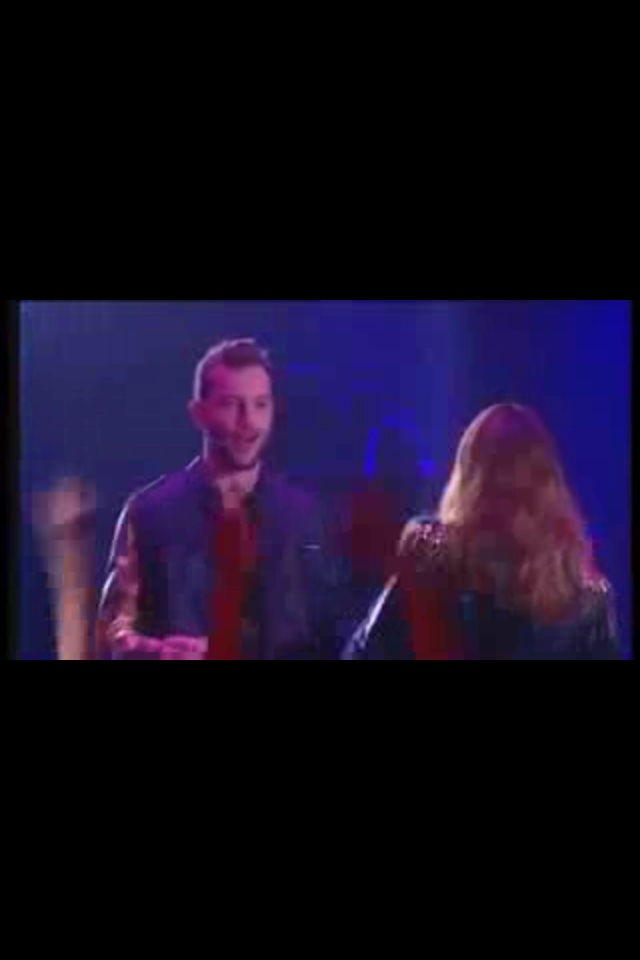

Festigal ist eine jährliche israelische Gesangs- und Tanzshow für Kinder. Das Festigal findet jedes Jahr zur Chanukka-Zeit während der Schulferien statt. Es begann als Gesangswettbewerb, aber das Format wurde allmählich geändert und umfasste Auftritte bekannter israelischer Sänger und Schauspieler. Jedes Jahr dreht sich die Veranstaltung um ein bestimmtes Thema oder eine bestimmte Geschichte.
Das erste Festigal fand in der Stadt Haifa statt. Seitdem wird es landesweit abgehalten. Es ist eine der größten Veranstaltungen während Chanukka.
Das Festigal wurde dafür kritisiert, dass es sich allmählich von einem Gesangswettbewerb mit der Teilnahme von Sängern in eine Unterhaltungsshow mit Schauspielern und Fernsehstars verwandelt, die die Sympathie der Kinder genießen, ohne dass ein wirklicher Bezug zu ihrem Gesangstalent oder ihrer Qualität als Sänger besteht. Ein Beispiel dafür war der Sieg der Fernsehmoderatorin Michal Yannai beim Festigal, obwohl sie keine Sängerin ist.